# Zgodovina krščanstva na Slovenskem
Zgodovina krščanstva na Slovenskem obsega obdobje od konca 3. stoletja naprej, ko se je krščanstvo pojavilo na področju današnje Slovenije. Postopoma je ta religija pridobivala vse več privržencev, med drugim tudi zato, ker je eklekticistično vsrkavala starejše religiozne vzorce starih narodov, Etruščanov, Venetov, Keltov in jih ponujala v novi obliki. Iz rimskega sveta sta še najbolj močno vplivali dve starejši religiozni gibanji orfejizem in mitreizem, katerih oltarji so bili najdeni na več krajih v Sloveniji. Vstop orfejizma v krščanstvo je prepoznaven na stenski sliki – Kristus-Orfej v Domicilinih katakombah iz  3. stoletja, mitreizma pa v zlatem mozaiku iz groba Julijcev v nekropoli pod Sv. Petrom, oboje v Rimu, kjer je Kristus upodobljen kot nepremagljivi Sončni bog (Sol invictus). Po vladanju rimskega cesarja Konstantina je tudi na Slovenskem ozemlju postalo krščanstvo uradna religija. Krščanstvo se je kasneje ohranjalo, kljub razpadanju imperijev in držav.